# Moffat Tunnel
Il Moffat Tunnel è un tunnel ferroviario ed idrico, costruito tra il 1923 e 1928, che attraversa lo spartiacque continentale nello Stato del Colorado (Stati Uniti).
Il tunnel (o i tunnel) presero il nome da David Moffat, un dirigente della Western and Pacific Railroad, che decise e promosse la costruzione, senza neppure vederne l’inizio (morì nel 1911). 
Il tunnel è situato 80 km a ovest di Denver, collega verso ovest tale città con Rollinsville e Salt Lake City, e da qui con la costa del Pacifico.
Il tunnel sostituisce il tracciato montano del sovrastante Rollins Pass, di fatto quasi impraticabile.
Il tunnel ferroviario a binario unico lungo 10 km (6.2 miglia), fu affiancato da quello che fu all’inizio un tunnel pilota parallelo (a 23 m di distanza), di 8 piedi di larghezza per otto piedi di altezza (circa 2,4x2,4 m).
In seguito al completamento del tunnel pilota nel 1927, fu completato anche il tunnel ferroviario nel 1928.
La quota di culmine del tunnel è di 2816 m s.l.m.; il tunnel è quasi orizzontale (solo una pendenza del 0,8%), ciononostante la trazione nel tunnel con locomotive diesel anche se non a pieno sforzo di trazione, provoca ingenti depositi di fumo. 
Il portale est è dotato di portone apribile che permette l'accesso dei treni, e di un importante impianto di ventilazione. L'impianto di ventilazione permette, a portone chiuso, la rimozione forzata dei fumi.
Il tunnel pilota parallelo fu trasformato in tunnel idrico mediante l'ampliamento a 10,5 piedi di diametro di vano netto (3,2 m), e relativa impermeabilizzazione. Fu adibito al rifornimento di acqua per la città di Denver, con prelievo da una ampia rete di captazione proveniente sia ad est che ad ovest dello spartiacque continentale delle Americhe.
La fornitura idrica del tunnel per la fornitura di Denver è ancora oggi un apporto principale per la città, e fornisce acqua in quantità di 36 m³ al secondo.
Il tunnel è stato venduto da una società controllata dalla ferrovia alla Città di Denver.

## Controversie
Pur essendo il tunnel considerato necessario, ed in parte già finanziato, trovò aspre obiezioni politiche dovute al fatto che il tunnel avrebbe reso inutile un lungo tratto (154 miglia) della ferrovia che aggirava le montagne. Questo avrebbe avuto pesanti ripercussioni sulle cittadine lungo quel tratto, come Colorado Spring e Pueblo.
I legali della ferrovia e della città di Denver, dopo una lunga serie di mediazioni e intrighi, ebbero l’occasione di smuovere la situazione nel 1922, quando una devastante alluvione recò catastrofici danni a Pueblo. I legali della ferrovia e della città di Denver promossero un immediato finanziamento a Pueblo in cambio dell’abbandono delle obiezioni per lo scavo del tunnel.

## Costi
Il tunnel riporta ai capi due scritte in bronzo con le date di inizio: 1923, e di fine dello scavo con la cifra 1927 le scritte non furono sostituite per segnalare la data effettiva del 1928, si dice scherzosamente per risparmiare i quaranta dollari del costo per rifarle. Questo dopo che per vari motivi i costi erano già cresciuti in modo enorme, da 6,3 milioni di dollari previsti nel 1923 a quasi 24 al completamento nel 1928.
I morti per lo scavo dei tunnel furono 28.